# Live in Paris 1975
A Live in Paris 1975 a Deep Purple 1975-ben felvett koncertalbuma. Eredetileg a következő nagylemezük, a Come Taste the Band (1975) előtt akarták megjelentetni, de csak 2001-ben jelent meg a Purple Records gondozásában.
1975 elején a gitáros Ritchie Blackmorenak már határozott kilépési tervei voltak, és fel is vette első nagylemezét új együttesével, a Rainbow-val. Ez az 1975. április 7-i párizsi koncert volt az utolsó, amelyen az alapító tag Blackmore még játszott (az 1984-es újraegyesülésig), ezzel együtt a harmadik (Mk3) felállás végét is jelentette.
A lemezen hallható számok jórészt a Burn és a Stormbringer albumokról származnak. Ez a koncert volt az utolsó, amelyen a Deep Purple játszotta a "Lady Double Dealer", "Mistreated", "You Fool No One" és "The Gypsy" számokat; a "The Gypsy"-ről az egyetlen máig kiadott koncertfelvétel ezen az albumon található.

## Számok listája
1. lemez
1. "Burn" (David Coverdale, Ritchie Blackmore, Jon Lord, Ian Paice) – 9:46
2. "Stormbringer" (Coverdale, Blackmore) – 5:12
3. "The Gypsy" (Coverdale, Blackmore, Lord, Paice) – 6:11
4. "Lady Double Dealer" (Coverdale, Blackmore) – 4:35
5. "Mistreated" (Coverdale, Blackmore) – 12:49
6. "Smoke on the Water" (Ian Gillan, Blackmore, Roger Glover, Lord, Paice) – 11:10
7. "You Fool No One" (Coverdale, Blackmore, Lord, Paice) – 19:30

2. lemez
1. "Space Truckin'" (Gillan, Blackmore, Glover, Lord, Paice) – 21:21
2. "Going Down" (Don Nix) – 5:19
3. "Highway Star" (Gillan, Blackmore, Glover, Lord, Paice) – 11:33

## Előadók
- David Coverdale – ének
- Ritchie Blackmore – gitár
- Glenn Hughes – basszusgitár, ének
- Jon Lord – billentyűk
- Ian Paice – dob